# طية مستقيمية رحمية
الطيات المستقيمية الرحمية هي طيات ردبة دوغلاس، وتسمى أيضا "طية عجزية تناسلية"
تحتوي على كمية كبيرة من الأنسجة الليفية والألياف العضلية غير المخططة التي تعلق على الجزء الأمامي من العجز وتشكل الأربطة الرحمية العجزية.

## وصلات خارجية
- صور تشريحية:43:st-1501 في مركز داونستيت الطبي التابع لجامعة نيويورك - "الحوض الأنثوي: طية مستقيمية رحمية"